# ジョン・ニコル (古物収集家)
ジョン・ニコル（John Nicholl, 1790年 – 1871年）は、イングランドの古物収集家。1843年にロンドン考古協会フェローに選出された。
彼は1859年に金物組合で組合長を務めた。彼は紋章学に関する幅広い研究を行い、またエセックスにおける“Nicholl”、“Nicholls”、“Nichol”といった家名の系図を調査した。彼はまた、金物組合についての歴史を編纂した。